# Língua gonja
Gonja é uma língua cuá falada por cerca de 230 mil pessoas do povo Gonja do norte de Gana. Relacionada às línguas Guang no sul de Gana, é falada por cerca de um terço da população na região norte. As regiões de Brong-Ahafo e Volta situam-se a sul da área de língua gonja, enquanto Dagombas, Mamprussis e Walas situam-se a norte.. Seus dialetos são Gonja próprio e Choruba.

## Escrita
As vogais são: a,e,i,o,ɔ,u,ɛ. As consoantes são: ch [tʃ], ŋm, ny, gb, kp, sh [ʃ].

## Pronomes
Pronomes pessoais no nominativo:
| ma        | Eu         |
| fo        | you        |
| e, mu     | he, she    |
| anye      | nós        |
| fo, minye | vocês      |
| bumu, baa | eles, elas |

## Vocabulário
| No | Uso comum            | Completo              | Significado                                                                                         |
| 1  | Achaŋso              | Achaŋso ni ba bi dari | É por causa de algo que se está sendo respeitado                                                    |
| 2  | Achulo               | Achulo                | Quando uma mulher engravida antes da menstruação (antes da primeira menstruação ou entre gestações) |
| 3  | Afiso                | Bomine ewo afiso      | O homem propõe e Deus dispõe                                                                        |
| 4  | Amabaŋye             | Amabaŋye              | Você não pode abrir o coração de alguém para dizer o que tem dentro                                 |
| 5  | Amankwa              | Amankwa               | Deus não dá completamente (ninguém é criado perfeitamente)                                          |
| 6  | Amate                | Ebore b'agbembi matie | Os caminhos de Deus não fecham                                                                      |
| 7  | Amo elema            | Amo elema             | Eles me fazem ou isso é quem eu sou                                                                 |
| 8  | Amoma OR Allela      | Allela e-moma         | Sua bondade ou gentileza me matou                                                                   |
| 9  | Aso wura             | Aso wura              | Dono da propriedade                                                                                 |
| 10 | Ataawa               | Ataawa                | Gemeas                                                                                              |
| 11 | Awale                | Awale                 | Isso é bom                                                                                          |
| 12 | Awaare               | Awaare                | A morte não nos permite nos divertir                                                                |
| 13 | Awalekiye            | Awalekiye             | Louvado seja quando for bom                                                                         |
| 14 | Awo n'nchƐ           | Awo nchƐ ni ba nyƐnye | Seu inimigo não está longe, eles estão certos "sob suas pernas"                                     |
| 15 | Awo n'nka nne        | Awo n'nka nne         | Tudo está em todo lugar - tanto bom quanto ruim                                                     |
| 16 | Awo omoto OR Brakumu | Awo omoto OR Brakumu  | todo mundo tem (ou traz) sua sorte                                                                  |
| 17 | Awoshe               | Awoshe                | Tudo tem uma falha, boa ou ruim                                                                     |
| 18 | Awoshie              | Awoshie               | Isso ficou legal, pacífico, sob controle, etc.                                                      |
| 19 | Badow                | Badow                 | Seja rico e a família gostaria de você                                                              |
| 20 | Bakoaso              | Bakoaso               | Uma casa miserável é melhor que nada                                                                |
| 21 | Banemu ƐyƐ           | Banemu eye ne mbia nu | Anciãos disseram e as crianças ouviram                                                              |

## Amostra de texto
kɔr eko peyɛ to. Nyinpela sa dimedi kikɛ lakal nɛ mfɛra fanɛ bu chena abarso kelepo so.

Português

Todos os seres humanos nascem livres e iguais em dignidade e direitos. Eles são dotados de razão e consciência e devem agir em relação uns aos outros em espírito de fraternidade. (Artigo 1 da Declaração Universal dos Direitos Humanos)

## Bilbliografia
Colin Painter, Gonja: a phonological and grammatical study, Indiana University, 1970